# تپه یدالله
تپه یدالله مربوط به عصر مس و سنگ - عصرفلز است و در شهرستان دالاهو، بخش مرکزی، دهستان حومه کرند، ۶۰۰ متری غرب روستای سلیمان‌آباد واقع شده و این اثر در تاریخ ۶ اسفند ۱۳۸۵ با شمارهٔ ثبت ۱۷۵۷۴ به‌عنوان یکی از آثار ملی ایران به ثبت رسیده است.